# Бехівська сільська рада
Бехівська сільська рада — колишня адміністративно-територіальна одиниця та орган місцевого самоврядування у Коростенському районі, Коростенській міській раді Коростенської й Волинської округ, Київської і Житомирської областей УРСР та України з адміністративним центром у с. Бехи.

## Населені пункти
Сільській раді були підпорядковані населені пункти:
- с. Бехи
- с. Вороневе
- с-ще Сокорики

## Населення
Кількість населення ради, станом на 1923 рік, становила 1 604 особи, кількість дворів — 358.
Відповідно до результатів перепису населення 1989 року, кількість населення ради, станом на 1 грудня 1989 року, складала 1 333 осіб.
В 2001 році перепис населення України зафіксував, станом на 5 грудня, 961 особу.

## Склад ради
Рада складалась з 14 депутатів та голови.

## Керівний склад сільської ради
| ПІБ                    | Основні відомості                                                                      | Дата обрання | Дата звільнення |
| ---------------------- | -------------------------------------------------------------------------------------- | ------------ | --------------- |
| Конюх Ігор Миколайович | Сільський голова, 1976 року народження, освіта, член Комуністичної партії України      | 26.03.2006   | 31.10.2010      |
| Конюх Ігор Миколайович | Сільський голова, 1976 року народження, освіта вища, член Комуністичної партії України | 31.10.2010   |                 |

Примітка: таблиця складена за даними джерела

## Історія
Утворена 1923 року в с. Бехи Іскоростської волості Коростенського повіту Волинської губернії. Станом на 17 грудня 1926 року на обліку в раді перебували хутори Багоники, Бураковий, Весела Гора, Вигорана Лоза, Волока, Гавче, Гачки, Дови, Дубина, Зайців Тік, Зеленець, Іванківський, Корито, Криниця, На Болотах, Плоське, Погреб-Грузьке, Раловате, Рогачівка, Ченчи та Широка Долина, котрі, станом на 1 жовтня 1941 року, не перебувають на обліку населених пунктів.
Відповідно до інформації довідника «Українська РСР. Адміністративно-територіальний поділ», станом на 1 вересня 1946 року сільрада входила до складу Коростенського району, на обліку в раді перебувало с. Бехи.
До складу ради включено: 2 вересня 1954 року — с. Боронове Немирівської сільської ради, 5 березня 1959 року — с. Васьковичі ліквідованої Васьковицької сільської ради Коростенського району. 27 червня 1969 року взято на облік новостворений населений пункт — селище Сокорики.
Станом на 1 січня 1972 року сільська рада входила до складу Коростенського району Житомирської області, на обліку в раді перебували села Бехи, Васьковичі, Вороневе та сел. Сокорики.
Виключена з облікових даних 17 липня 2020 року. Територію та населені пункти ради, відповідно до розпорядження Кабінету Міністрів України № 711-р від 12 червня 2020 року «Про визначення адміністративних центрів та затвердження територій територіальних громад Житомирської області», включено до складу Коростенської міської територіальної громади Коростенського району Житомирської області.
Входила до складу Коростенського (Ушомирського) району (з 7.03.1923 р., 28.02.1940 р.) та Коростенської міської ради (з 1.06.1935 р.).